# Хассе, Вильгельм
Хассе Вильгельм (нем. Wilhelm Hasse; 24 ноября 1894, Нейссе — 21 мая 1945, Писек) — немецкий военный деятель, генерал пехоты (1 августа 1944 года), участник Второй мировой войны, кавалер Рыцарского креста с Дубовыми листьями.

## Биография
1 октября 1913 года в чине фанен-юнкера вступил в армию.

## Первая мировая война
Участник Первой мировой войны. С 4 октября 1914 года лейтенант 86-го фузилёрного полка. Неоднократно ранен. Награждён обеими степенями Железного креста. С 20 июня 1918 года — обер-лейтенант.

## Между войнами
После окончания войны служит в рейхсвере. Служил в 7-м (прусском) пехотном полку. С 1 февраля 1927 года — гауптман. Осенью 1927 года работал в министерстве обороны.
1 октября 1928 года назначен в штаб 2-й кавалерийской дивизии, а с 1 мая 1932 года вновь в 7-м полку — на должности командир 11-й роты.
С 1 сентября 1933 года преподаёт в Мюнхенской военной школе, с 1 февраля 1934 года — майор. С 1935 года работа в министерстве обороны.
1 августа 1936 года производится в подполковники, в 1938 году на должности начальника оперативного штаба командования 1-й группы сухопутных войск.

## Вторая мировая война
В 1939 году с началом Второй мировой войны назначается начальником оперативного штаба командования группы армий «Север». За польскую кампанию награждён пристёжкам к обоим Железным крестам.
В декабре 1940 года начальник штаба 18-й армии, вместе с которой участвует во вторжении в СССР. С января 1942 года начальник штаба группы армий «Север», с 1 февраля — генерал-майор.
С 1 января 1943 года — генерал-лейтенант, в конце января отстранён от должности и до ноября 1943 года никаких назначений не получал.
5 ноября 1943 года назначен командующим 30-й пехотной дивизией, с 1 апреля по май 1944 года — исполняет обязанности командующего, а с 15 июля 1944 года уже командует II армейским корпусом. С 1 августа 1944 года — генерал пехоты. 15 января сдаёт командование, в резерве фюрера.
С марта 1945 года командующий 17-й армией, после поражения 8 мая взят в плен советскими войсками и умер от ран в лагере для военнопленых в Чехии.

## Награды
- Железный крест (1914) 2-го класса (17 сентября 1914) (Королевство Пруссия)
- Железный крест (1914) 1-го класса (21 апреля 1915) (Королевство Пруссия)
- Королевский орден Дома Гогенцоллернов рыцарский крест с мечами (Королевство Пруссия)
- Ганзейский крест Гамбурга
- Нагрудный знак «За ранение» (1918) чёрный (Германская империя)
- Почётный крест Первой мировой войны 1914/1918 с мечами (1934)
- Пряжка к Железному кресту (1939) 2-го класса (11 сентября 1939)
- Пряжка к Железному кресту (1939) 1-го класса (2 октября 1939)
- Немецкий крест в золоте (26 января 1942)
- Медаль «За зимнюю кампанию на Востоке 1941/42»
- Рыцарский крест Железного креста с дубовыми листьями
  - рыцарский крест (12 августа 1944)
  - дубовые листья (№ 698) (14 января 1945)
- Манжетная лента «Курляндия»